# Буковце
Буковце (слч. Bukovce) насељено је мјесто са административним статусом сеоске општине (слч. obec) у округу Стропков, у Прешовском крају, Словачка Република.

## Становништво
| Година:    | 1994. | 2004.    | 2014.   | 2024.   |
| ---------- | ----- | -------- | ------- | ------- |
| Број људи: | 489   | 562      | 535     | 554     |
| Разлика:   |       | +14,92 % | -4,80 % | +3,55 % |

| Година:    | 2023. | 2024.   |
| ---------- | ----- | ------- |
| Број људи: | 550   | 554     |
| Разлика:   |       | +0,72 % |

Према подацима о броју становника из 2024. године насеље је имало 554 становника.